# Salix holosericea
Salix holosericea är en videväxtart som beskrevs av Nicolas Charles Seringe. Salix holosericea ingår i släktet viden, och familjen videväxter. Inga underarter finns listade i Catalogue of Life.